# Die blaue Blume
Die blaue Blume (Originaltitel The Blue Flower) ist der letzte Roman im Lebenswerk der britischen Schriftstellerin Penelope Fitzgerald. Der Roman erschien 1995 in Großbritannien und 1999 auf Deutsch in der Übersetzung von Christa Krüger im Insel-Verlag.
Die blaue Blume thematisiert die tragische Liebesbeziehung zwischen Sophie von Kühn und Friedrich von Hardenberg, der später als der frühromantische Schriftsteller und Dichter Novalis bekannt wurde. Der Titel spielt auf das Sinnbild der Romantik, die blaue Blume, an, die Novalis als erster in seinem Romanfragment Heinrich von Ofterdingen verwendete. Das Motiv der blauen Blume, die niemals gefunden werden kann, zieht sich thematisch durch das Buch. Penelope Fitzgerald sagte einst über dieses Sinnbild, dass es symbolisiere, was man selber vom Leben wolle. Selbst wenn es keinerlei Möglichkeiten gibt, dieses zu erreichen, solle man niemals aufgeben.
Der Roman gilt heute als ein Klassiker der Literatur des 20. Jahrhunderts und als das Meisterwerk im Schaffen von Penelope Fitzgerald. 1997 erhielt Penelope für ihn als erste nichtamerikanische Schriftstellerin den National Book Critics Circle Award for Fiction. 2015 wählten 82 internationale Literaturkritiker und -wissenschaftler ihn auf die Auswahlliste der hundert bedeutendsten britischen Romane.

## Handlung
Der Roman spielt zwischen 1790 und 1797. Friedrich von Hardenberg beginnt 1790 ein Jurastudium in Jena, das er in Leipzig und Wittenberg fortsetzt und im Juni 1794 abschließt.
Im Oktober 1794 wird Friedrich von Hardenberg nicht wie geplant in den Staatsdienst aufgenommen, sondern er verdingt sich zunächst in Tennstedt als Aktuarius bei dem Kreisamtmann Coelestin August Just, der nicht nur sein Vorgesetzter, sondern auch sein Freund wird. Während dieser Zeit begegnen sich am 17. November 1794 die zwölfjährige Sophie und der 22-jährige Friedrich von Hardenberg zum ersten Mal. Hardenberg teilte seinem Bruder Erasmus in einem Brief über diese Begegnung mit, dass eine „Viertelstunde“ über sein Leben entschieden habe.
Am 15. März 1795, ihrem dreizehnten Geburtstag, verloben sich die beiden. Im November 1795 wird Sophie schwer krank, erholt sich aber scheinbar wieder. Im Januar 1796 wird Novalis Akzessist an der Salinendirektion in Weißenfels an der Saale. Wenig später erkrankt Sophie von Kühn erneut schwer. Zwischen Mai und Juli 1796 hat sie drei schwere Operationen, die alle ohne Narkose durchgeführt werden, aber ihr Leben letztlich nicht retten können. Der Roman endet abrupt mit einem kurzen Brief Hardenbergs an seinen Bruder, in dem er diesem eingesteht, dass er nicht bis zu Sophies Ende hätte bleiben können.

## Erzählweise
Penelope Fitzgerald erzählt diese Lebens- und Liebesgeschichte in 55 kurzen Kapiteln, die nach Ansicht von Alan Hollinghurst auch die fragmentarische Natur von Hardenbergs eigenem literarischen Werk widerspiegelt. Hollinghurst verweist auf die seiner Meinung nach bewegende Behandlung des Lebensendes von Sophie. Es gibt keine dramatische Todesszene, sondern nur das kurze Eingeständnis von Hardenberg an seinen Bruder, dass er nicht geblieben sei.
Fitzgerald selbst bezeichnete ihren letzten Roman als „eine Art Roman“. Tatsächlich ist er gleichzeitig die genaue Schilderung einer Zeitepoche, eine Biografie Hardenbergs als auch Roman. Hollinghurst urteilt, dass diese Mischung eine fast poetische Qualität gewinne. Auch Michael Hoffmann kommt zu dem Schluss, dass diese kurzen, fast impressionistischen Episoden dem Leser ein genaueres Bild der Lebensverhältnisse geben, als eine ausführliche kontinuierlichere Erzählung.
Hermione Lee weist darauf hin, dass Fitzgerald in ihrem Roman auf jegliche Erklärungen verzichtet. Fitzgerald habe die Ansicht vertreten, dass zu umfangreiche Erklärungen eine Beleidigung des Lesers seien. Fitzgerald konfrontiert deshalb den Leser direkt mit dem Leben und Weltsicht ihrer Protagonisten. Die erste Szene schildert, wie zwei junge Männer durch den Hof eines Familiensitzes schreiten, während dort der jährliche Waschtag ist.

## Ausgaben
- The Blue Flower. 1995.
  - Die blaue Blume. dt. von Christa Krüger. Insel, Frankfurt am Main / Leipzig 1999, ISBN 3-458-16940-7.

## Einzelbelege
1. 1 2 3  Hermione Lee: Book of a lifetime: The Blue Flower, By Penelope Fitzgerald. In: The Independent. 1. November 2013, aufgerufen am 7. Februar 2016.
2. ↑  The best British novel of all times - have international critics found it? In: The Guardian. 8. Dezember 2015, aufgerufen am 31. Januar 2016.
3. 1 2 3  Allan Hollinghurst: The Victory of Penelope Fitzgerald. In: The New York Review of Books. aufgerufen am 4. Februar 2016.
4. ↑  Michael Hoffmann: Nonsens is Only Another Language. In: The New York Times. 13. April 1997, aufgerufen am 4. Februar 2016.